# Celrè
El Celrè és un riu afluent de l'Onyar que discorre completament pel terme municipal de Quart (Gironès). Neix a l'interior de la serra de les Gavarres, a sota de les muntanyes del santuari dels Àngels, i pren una direcció nord-sud per una vall estreta, fins que arriba al poble de Quart, on gira bruscament i pren la direcció contrària, sud-nord. Des d'aquí travessa tota la plana al·luvial del riu Onyar, al qual diposita les aigües al costat del poble de Palol d'Onyar.